# 坪泰宏
坪 泰宏（つぼ やすひろ、1976年2月24日 - ）は、日本の神経科学者。専門は神経情報科学、理論神経科学、電気生理学。理学博士（京都大学、2004年）。立命館大学情報理工学部教授（副学部長）。

## 略歴
- 1994年3月 - 東京都立八王子東高等学校 卒業
- 1998年3月 - 京都大学理学部 卒業
- 2000年3月 - 京都大学大学院情報学研究科 複雑系科学専攻修士課程 修了
- 2004年3月 - 京都大学大学院情報学研究科 物理学・宇宙物理学専攻博士課程後期課程 修了
- 2004年4月 - 玉川大学学術研究所 COE研究員
- 2005年4月 - 理化学研究所脳科学総合研究センター 特定協力研究員
- 2006年4月 - 理化学研究所脳科学総合研究センター 研究員
- 2013年4月 - 立命館大学情報理工学部知能情報学科 准教授
- 2013年4月 - 立命館大学情報理工学部情報理工学科知能情報コース 准教授
- 2024年4月 - 立命館大学情報理工学部情報理工学科知能情報コース 教授（現任）

### 兼任
- 2011年4月 - 日本大学医学部 兼任講師（ - 2013年9月）
- 2013年 - 理化学研究所脳科学総合研究センター 客員研究員（ - 2016年3月）
- 2014年2月 - 文部科学省科学技術政策研究所科学技術動向研究センター 専門調査員（現任）
- 2015年4月 - 山形大学工学部 非常勤講師（ - 2015年9月）
- 2021年5月 - 一般財団法人京都工場保健会総合医学研究所数理解析研究センター 主任研究員（現任）
- 2024年4月 - 立命館大学情報理工学部知能情報コース長（ - 2025年3月）
- 2025年4月 - 立命館大学情報理工学部 副学部長（学部教学担当）（現任）

## 所属学会
- 日本物理学会
- 電子情報通信学会
- 日本神経回路学会
- 日本神経科学学会
- 北米神経科学学会

## 研究論題
- 電子、通信など人工デバイスやロボティクスと脳の情報処理様式の比較による新たな視点の発見
- 大脳皮質局所回路での、神経発火活動の確率的挙動における情報処理原理の解明

## 受賞歴
- 2009年 - 日本神経回路学会第19回全国大会研究賞
- 2011年 - The 3rd International Conference on Cognitive Neurodynamics, Best Paper Award

## 著書
- 『脳神経外科診療プラクティス6』

-脳神経外科医が知っておくべきニューロサイエンスの知識-　
三國信啓、深谷親編、坪泰宏　他 69名 著　文光堂 2015/10